# Rozhledna Na Větrné horce
Rozhledna Na Větrné horce je rozhledna nacházející se v okrese Náchod, v katastru obce Vysoká Srbská (cca 2 km od státní hranice s Polskem) v nadmořské výšce 512 metrů nad mořem. Okresní město je od rozhledny vzdáleno vzdušnou čarou cca 10 km jihozápadním směrem. Slavnostně byla otevřena 31. srpna 2020.

## Základní informace
Dvoupatrová rozhledna je 18,3 metrů vysoká, hlavní vyhlídková plošina se nachází ve výšce 14,2 metrů. Je postavena na betonové základové desce. Na ni byla vztyčena ocelová kostra, která byla kompletně obložena modřínovým dřevem. Na stavbu zbytku rozhledny byl použitý prostý dřevěný materiál (např.: podlahy v obou patrech, zábradlí v prvním vyhlídkovém patře apod.). V případě dobrého počasí lze z rozhledny vidět směrem k Hronovu, na Orlické hory, Stolové hory, Teplické skály, Javoří hory, Ostaš a Krkonoše.

### Historie
První možnosti realizace sahají do roku 2010, kdy nezisková organizace Branka, o. p. s., která podporuje cestovní ruch, podala na základě dohod s místně příslušnými samosprávami vytipovaných obcí na Náchodsku, žádost o poskytnutí dotace z Regionálního operačního programu (v cel. výši 10,4 mil Kč) na vybudování rozhleden na vrchu Čáp, na Žernově, na vrchu Signál a u obce Vysoká Srbská. Projekt však nebyl finančně podpořen, a tak nebyl ani realizován.
Za pár let se podařilo zahrnout záměr výstavby rozhledny u Vysoké Srbské do projektu Euroregionu Glacensis s názvem „Česko–polská Hřebenovka – východní část“. Avšak tato dotace (celkem 95 mil. Kč), která počítala s opravou či výstavbou 11 rozhleden podél hranic z české i polské strany v Orlických horách a v tzv. Kladském pomezí, byla nakonec zamítnuta. Později, v roce 2018 při opakovaně podané žádosti se podařilo získat z evropského programu „Interreg V-A Česká republika – Polsko“ finanční příspěvek cca 3 mil. EUR.
Dne 30. června 2018, při příležitosti oslav 750. výročí obce Vysoká Srbská, byl slavnostně poklepán základní kámen nové rozhledny. Realizace začala na jaře 2019 firmou Teplotechna Ostrava, a. s. dle projektu architekta Ing. Antonína Olšiny z Vysokého Mýta. V tomto období vybudovala základy a o rok později nadzemní část rozhledny. Kolaudace stavby za 2,3 milionu Kč se uskutečnila 7. května 2020. Slavnostní otevření však bylo kvůli pandemii koronaviru odloženo. Proběhlo až 31. srpna 2020. Od té doby nese jméno „Na Větrné horce“.

## Přístup
K rozhledně lze dojít nejpohodlněji z návsi, resp. od hospody „Na kopci“ po kamenité cestě a později jen po vyšlapané cestičce přes louku. Celková vzdálenost trasy činí cca 200 m.

## Galerie

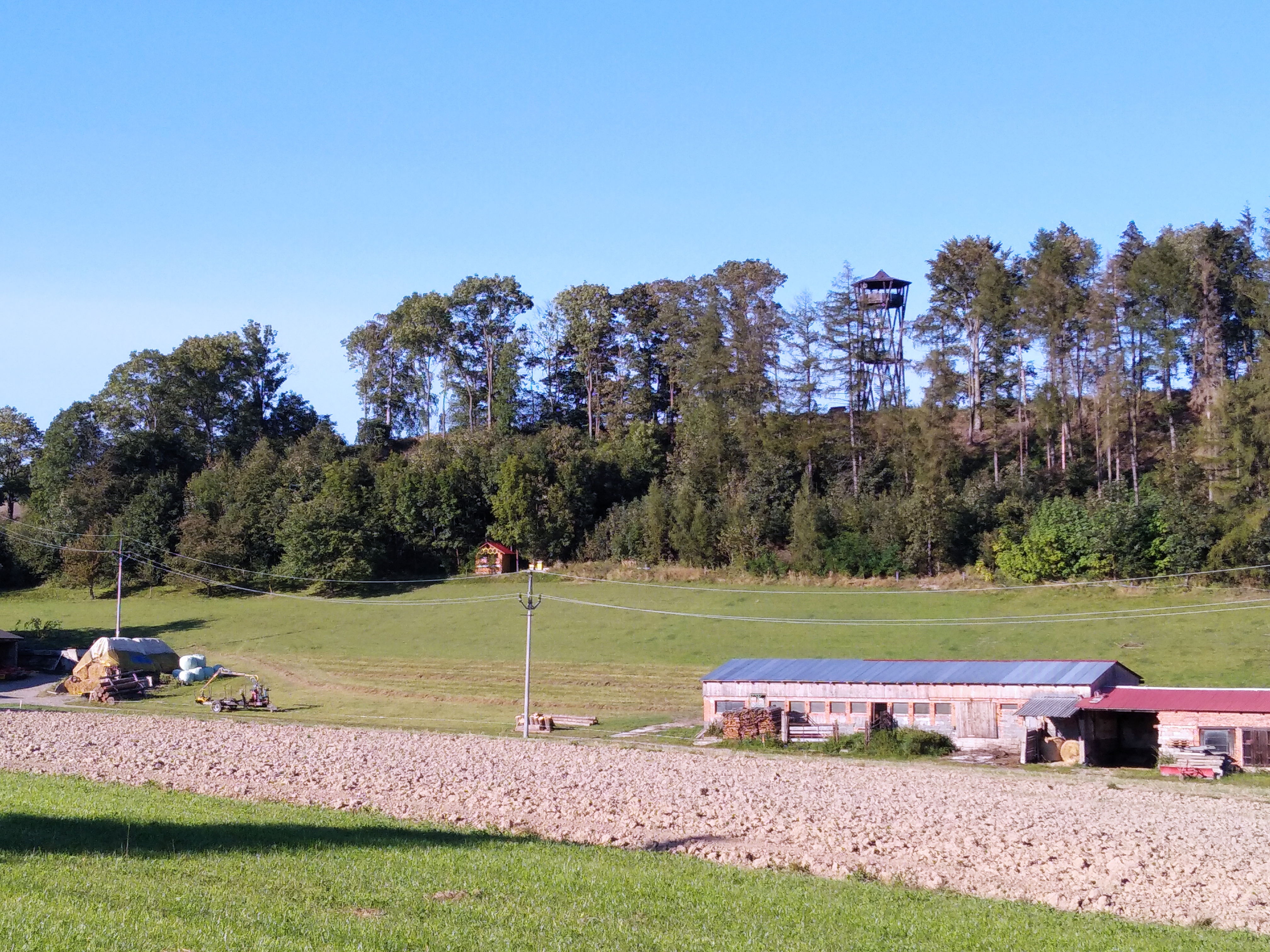
Pohled od jihu
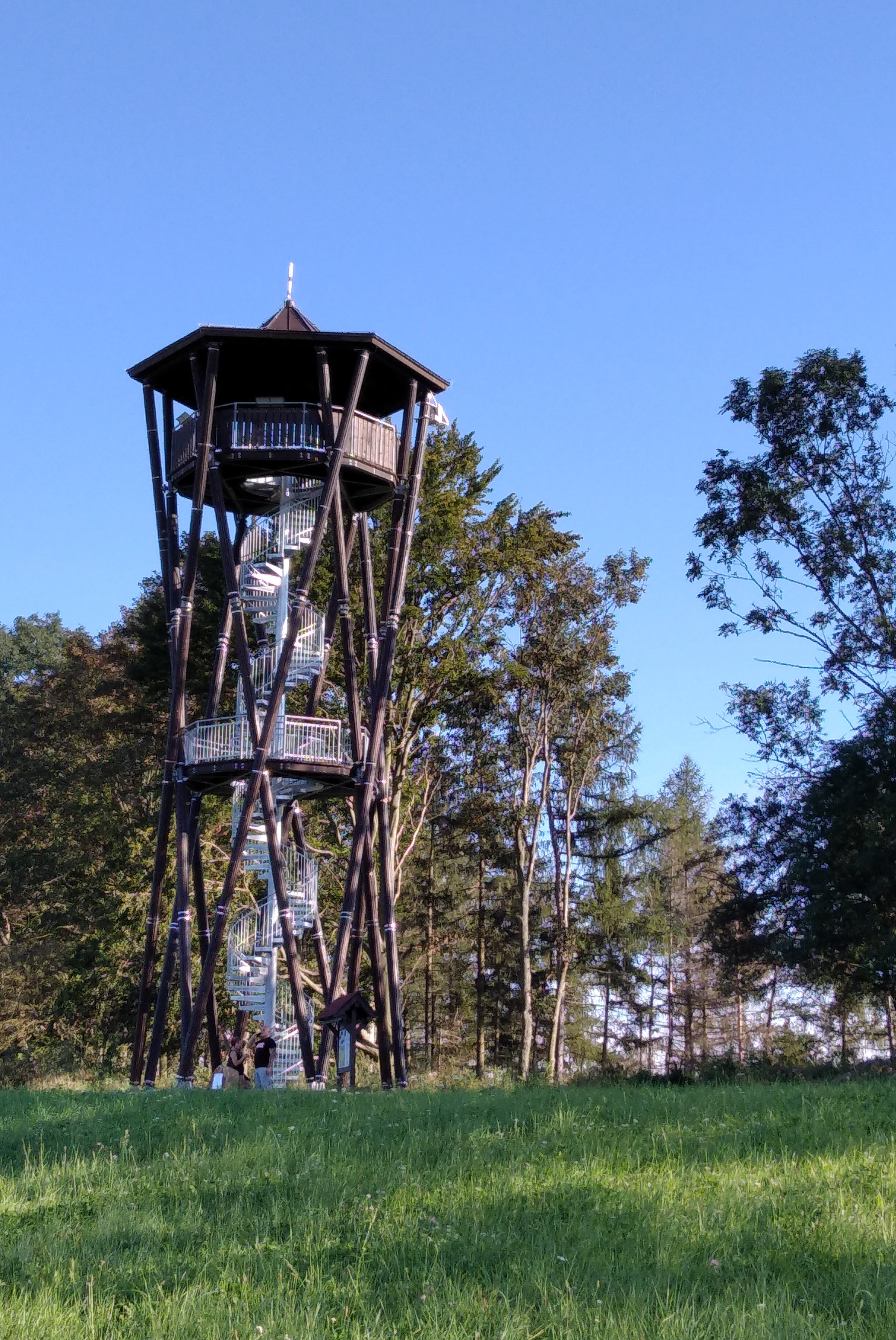
Pohled směrem od návsi
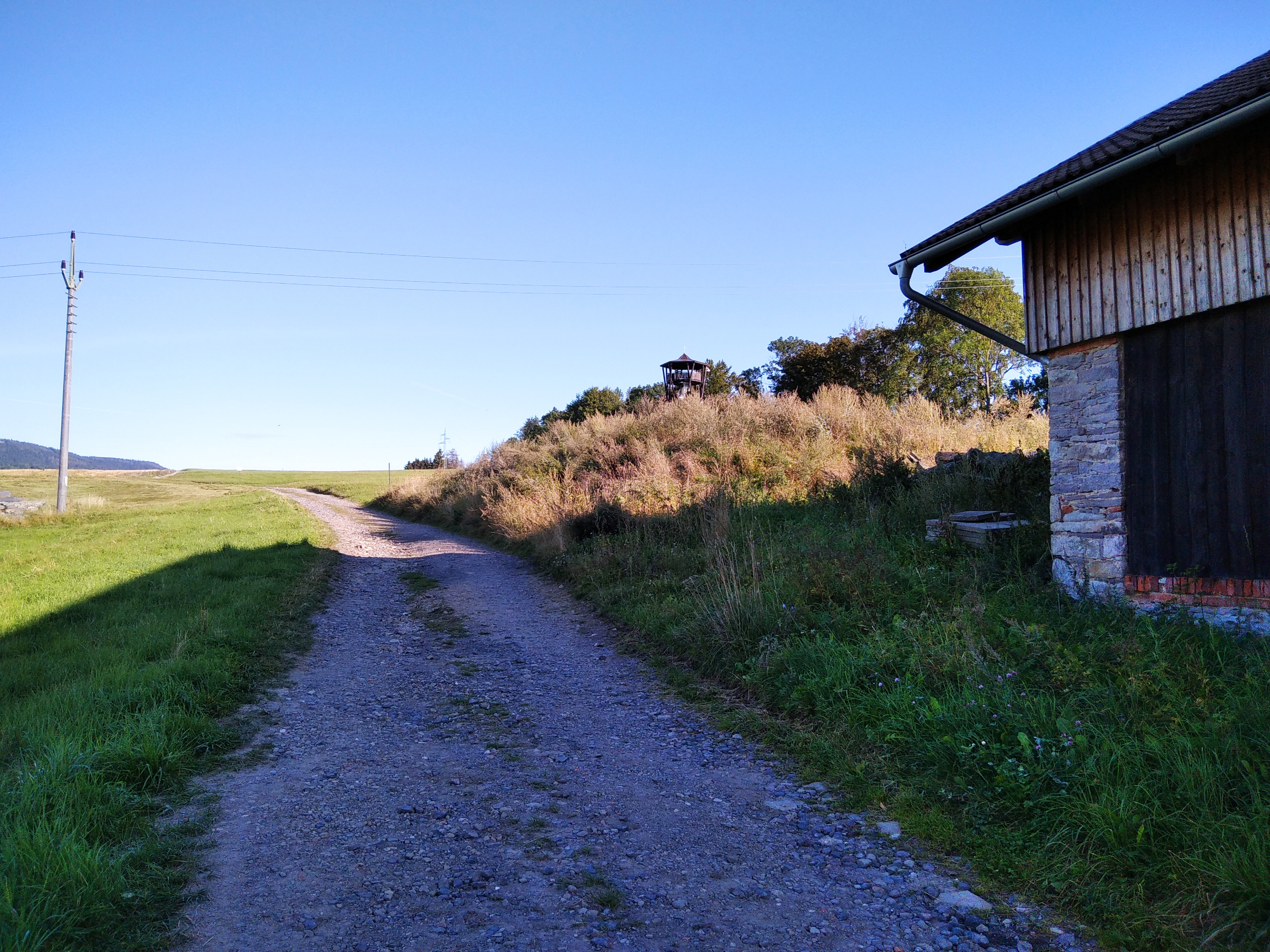
Přístupová cesta od návsi (hospody)
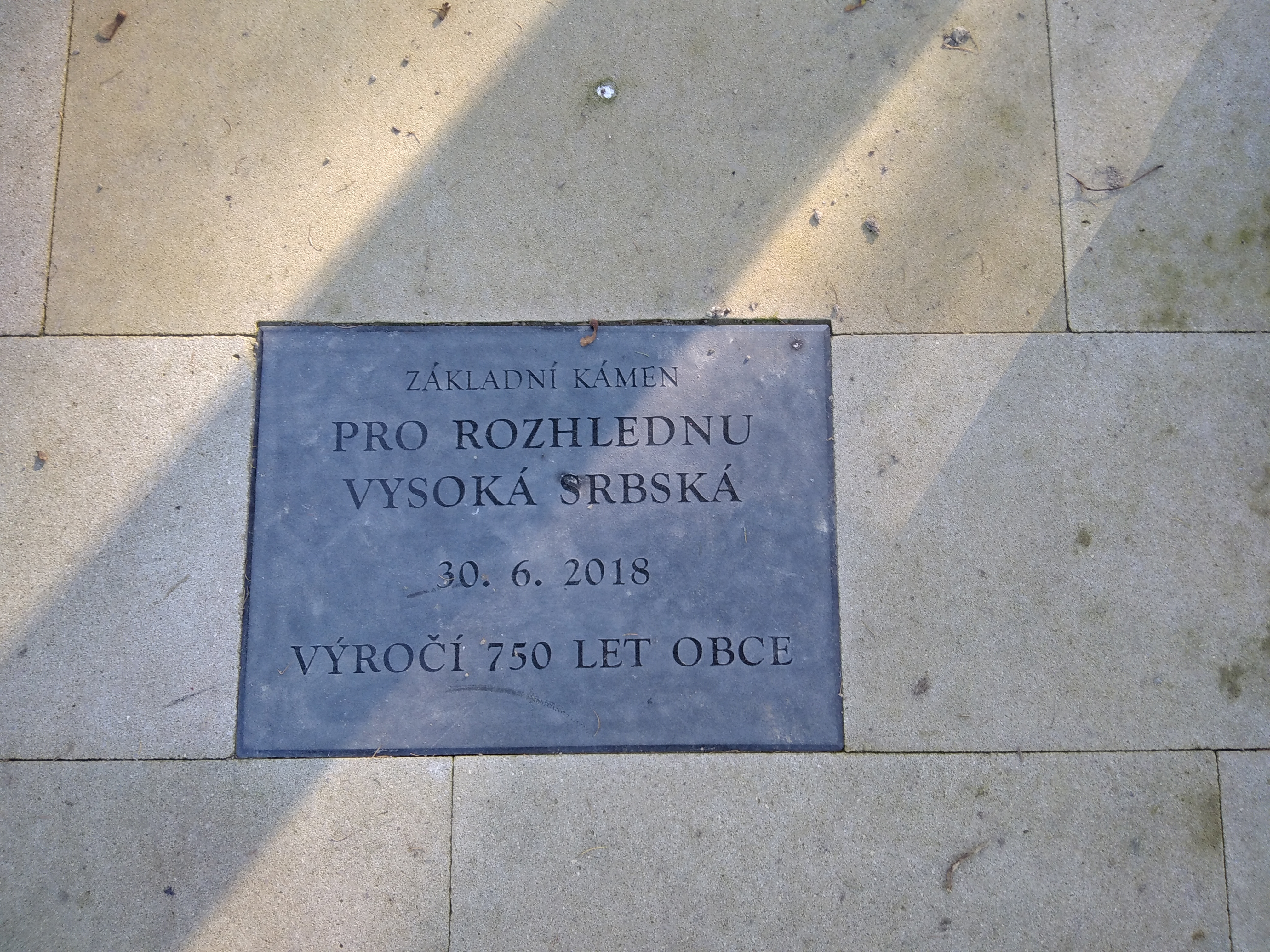
Základní kámen
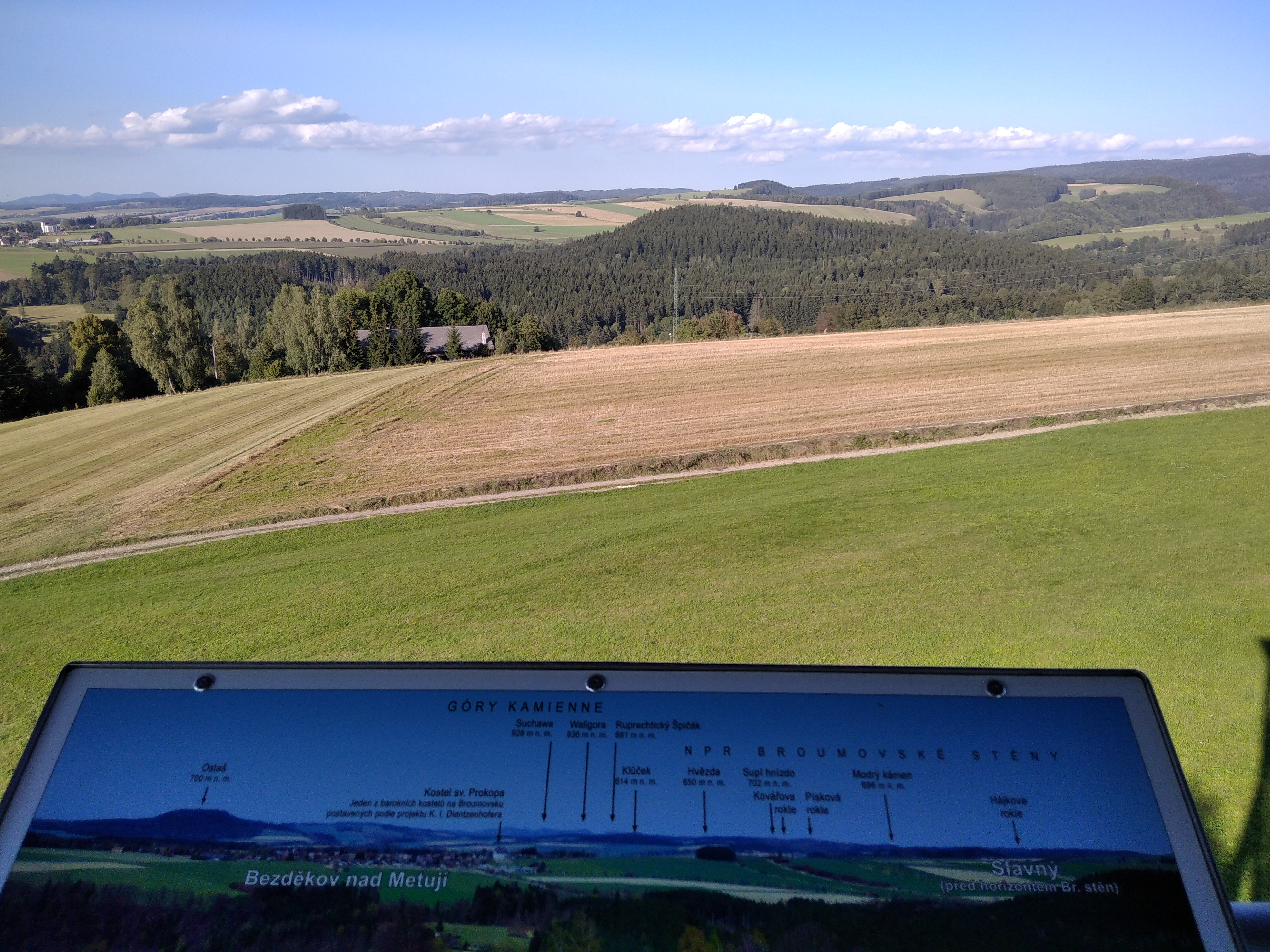
Výhled severním směrem
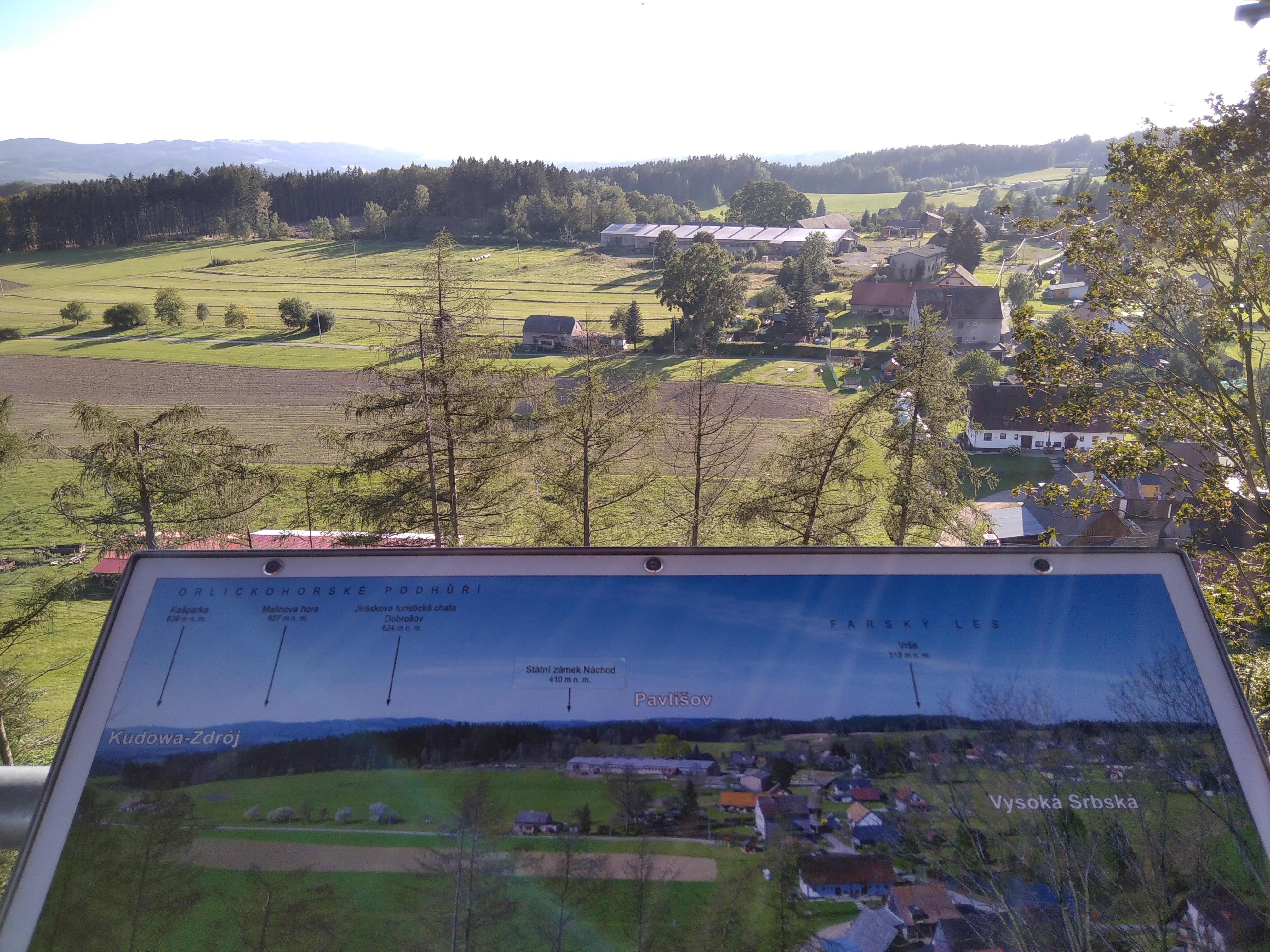
Výhled jižním směrem
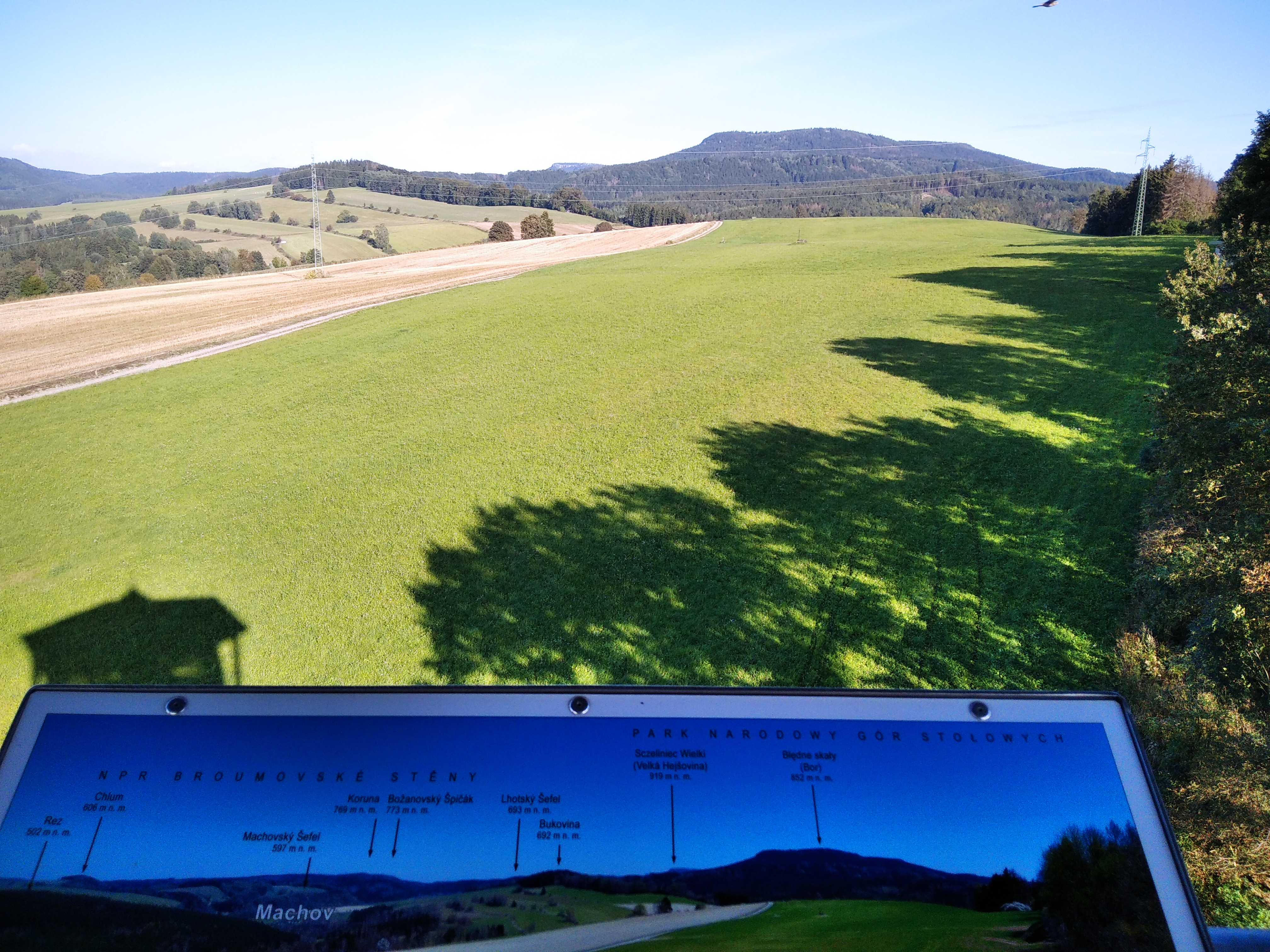
Výhled východním směrem
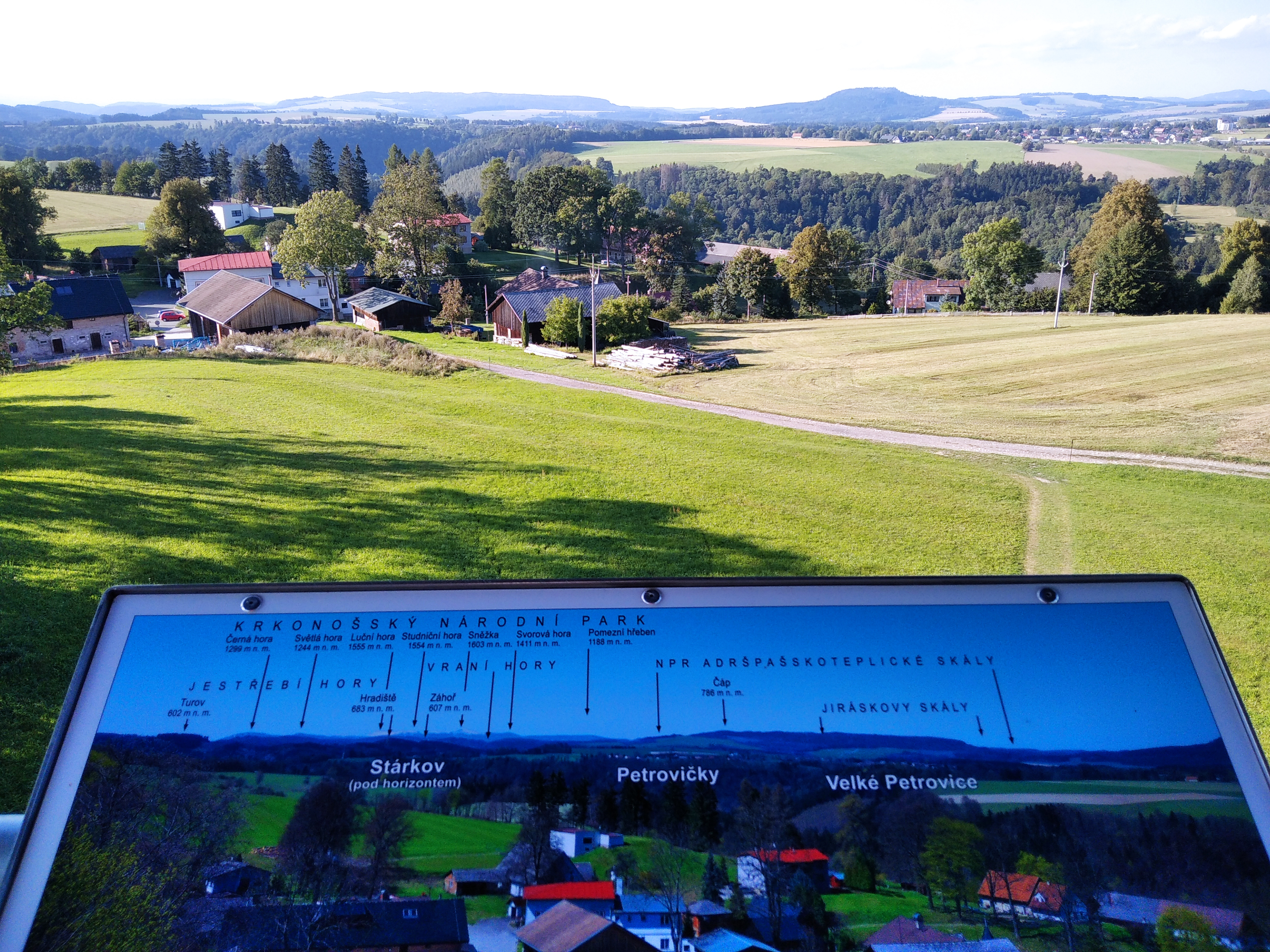
Výhled západním směrem